# Жузе Родрігіш Мігейш
Жузе́ Родрі́гіш Міге́йш (порт. José Rodrigues Miguéis; 9 грудня 1901, Лісабон, Португалія — 27 жовтня 1980, Нью-Йорк, США) — португальський письменник і перекладач. 

## З життєпису
Народився в родині, що належала до середнього класу в Алфамі в серці Лісабона. 
Спершу планував зробити кар'єру в галузі права, вивчившись на юриста в Лісабонському університеті (1924). Але так ніколи не практикував, натомість вирішивши займатись літературознавством та педагогікою. Почав співпрацювати з португальськими часописами. 
Задля реалізації задуманих планів вступив до Брюссельського вільного університету (Université libre de Bruxelles), який закінчив у 1933 році (спеціальність «педагогічні науки»).  
Перебуваючи в Бельгії, познайомився і одружився з освітянкою російського походження на ім'я Песя Коган Портна (Pecia Cogan Portnoi).  
Успадкувавши прогресивний світогляд від батька, уродженця Галісї, ввійшов у конфлікт із Іштаду Нову та виїхав з Португалії на добровільну еміграцію до США.  
Починаючи від 1935 року і до смерті відвідував батьківщину лише короткими наїздами.  
Літературну діяльність продовжував як перекладач і як редактор «Reader's Digest».  
Повторно одружився в 1940 році та отримав громадянство США у 1942 році.  
Після війни тяжко перехворів, мало не померши. Відтоді відмовився від політико-революційної діяльності і повністю присвятив себе літературі. 
У 1961 році його обрали членом Латиноамериканського товариства Америки (Hispanic Society of America). У 1976 році Жозе Родрігіш Мігейш став членом Лісабонської академії наук. Буквально за рік до смерті (1979) був нагороджений португальським Орденом Саньтьяго да Еспада. 
Помер у Нью-Йорку в 1980 році. Його біографію написав і опублікував Маріу Невіш (Mário Neves) у 1990 році.